# کولبرا ایر سرویسز
کولبرا ایر سرویسز (به انگلیسی: Culebra Air Services) یک شرکت هواپیمایی است که در تاریخ ۱۹۹۸ میلادی تأسیس شده و در تاریخ ۱۹۹۸ فعالیتش را آغاز کرده‌است. دفتر مرکزی کولبرا ایر سرویسز در پورتوریکو واقع شده‌است و قطب این شرکت هواپیمایی در فرودگاه انتونیو ریویرا رودریگز قرار دارد و به فرودگاه بین‌المللی لوئیز مونز مارین، پرواز مستقیم انجام می‌دهد.